# Jessie Thill
Jessie Thill (geboren 1996) ist eine luxemburgische Politikerin und Physikerin. Sie ist für die Grünen seit Januar 2022 Mitglied der Abgeordnetenkammer, dem Parlament des Landes.

## Leben
Thill studierte Umweltphysik und wurde anschließend als Analytikerin in der Umweltbehörde ihres Landes tätig.

## Politik
Ihre politische Karriere begann Thill bei der Jugendorganisation ihrer Partei, wo sie als Sprecherin letztlich den Co-Vorsitz innehatte. 2017 wurde sie in den Gemeinderat ihrer Heimatstadt Walferdingen gewählt, seit 2020 ist sie dort zweite Schöffin.
Bei der Kammerwahl im Oktober 2018 kandidierte Thill im Wahlbezirk Zentrum für einen Sitz im Parlament und landete, bei vier von ihrer Partei dort gewonnenen Mandaten, auf dem siebten Platz. Nachdem die vor ihr platzierten François Bausch und Sam Tanson auf die Regierungsbank gewechselt waren und daher ihren Sitz hatten aufgeben müssen und Carlo Back aus Altersgründen sein Mandat aufgab, konnte Thill im Januar 2022 in die Kammer nachrücken.
Als Themenschwerpunkte ihrer politischen Arbeit sieht Thill die Bereiche des Arten- und Klimaschutzes. Im Parlament ist sie Mitglied mehrerer Ausschüsse, bei dem zur Kontrolle des Haushalts hat sie den stellvertretenden Vorsitz inne.
Am 8. Oktober 2023 wurde Thill bei der Kammerwahl 2023 nicht erneut in die Abgeordnetenkammer gewählt.